# سوسن شبلي
سَوسن شِبلي (26 يوليو 1978-حتى الآن) هي أُستاذة في العُلوم السِياسية وهيَ ذات أصول فلسطينية وَجنسية أَلمانية، وقد أصبحت حديثاً المُتحدث الأول باسم وزارة الخارجية الألمانية، لِتَكون بِذلك أَول شَخصية عَربية وثاني شَخصية مُسلمة تَشغل منصباً مُهماً في الحكومة الألمانية الجَديدة، وَقد كانت في الفَترة ما بين (2010 - 2014) من المتحدثين الرئيسيين للشؤون الثَقافية في إدارة مَجلس شيوخ بَرلين للداخِلية والرِياضة.

## حياتها

### الطفولة وَالتَعليم
وُلِدَت شَبلي فِي برلين 26 يوليو 1978 لِعائلة فِلسطينية مُهجرة كانت تقيم في لبنان، وتُعتبر ثاني أصغر طِفل في العائِلة، حَيثُ نَشأت شَلبي في ظروف حياتية صَعبة، وقد هاجرت عائلتها مِن موطنها الأصلي (في قرية الخالصة في فِلسطين) بَعد حرب 1948، وَانتَقلت لِلعيش في قَرية برج البراجنة في لُبنان، وَفي بداية سَبعينات القَرن العِشرين هاجرت عائلتها المُكونة من 15 فرداً مِن لُبنان وَتوجهت للعيش في برلين الغربية في ألمانيا.
بِحسب وسائل إعلام أَلمانية، فإنَّ شَلبي نَشأت فِي ظُروف صعبة بِألمانيا، إِذ ظلت من دون جِنسية وَمن دُون أَوراق إِقامة دائِمة، وَحَصلت على الجنسية الألمانية في عام 1993 وقد كانت في سِن الخامسة عشرة، كَما افتَقدت لدعم والدَيها فِي مسارها الدِراسي لِكَونهما كانا أُميين وَيتحدثان فَقط باللغة العَربية، كَما كان تَرتيبها الـ11 مِن بين 12 أخاً وَأُختاً، وَبالرغم من ذلك استطاعت أنَّ تَتغلب عَلى قَساوة هَذه الظُروف وَتَمكنت مِن الحُصول عِلى شَهادة الثانوية العَأمة وَالتحقت بمعهد سور أوتو التابِع لِجامعة برلين الحرة وَدرست فيه العلوم السياسية وَاهتمت أثناء دراستها بالعلاقات الدَولية وَتخرجت منه في عام 2004، وَقد كانَ النَموذج الأمثل لشِلبي هوَ أخوها الأكبر الذي يَعمل إماماً في السُويد وَالذي يُقدم المشورة للسُلطات المَحلية هُناك فيما يَخص قَضايا الاندماج في المُجتمع.
ذَكرت شلبي أن اختيارها لِتخصص العلوم السياسية لَم يكن وليد الصُدفة، فَكونها تربت كلاجئة فَلسطينية أَدركت مُنذ صغرها كَيف يُمكن للسياسة أن تَساهم في صُنع مصير عائلة بأكملها.

### حياتها السِياسية
عَملت شَلبي بَعد تَخَرُجِها في عام 2004 في وَظائف مُختلفة من أهمها، عَمَلُها في مَركز البُحوث الزَميلة في البَرلمان الأَلماني، وَعَمَلُها كَمدير مَكتب يوهانس يونغ. وفي عام 2009 شارَكت في مؤتمر الأَمن في ميونيخ.
تَنتمي شَلبي إِلى الحِزب الديمقراطي الاجتماعي الأَلماني، وَشاركت فِي إِنشاء الكُتلة النِيابية للحِزب فِي البَرلمان الألماني (بوندستاغ).
وَفي شَهر مارس مِن عام 2010م، تَم تَعيينها رَئيسة لِقِسم حِوار الثقافات لَدى وَزير داخِلية الحُكومة المَحلية فِي ولاية برلين الألمانية، وَكانت أَول امرأة مِن أَصول أَجنبية تَتولى هذا المنصب، وَعَمِلت أَيضاً مُستَشارة مُباشرة لِوزير داخلية الحُكومة الألمانية فيما يتعلق بِقضايا الإسلام وَالاندماج، وَقامت أَيضاً حَينها بِالإشراف عَلى مُؤتمر الإسلام فِي أَلمانيا وَلاسَِيما فِيما يَخص الجُوانب المُرتبطة بِسياسة اندِماج المُسلمين في مَدينة بَرلين.
وَفي 25 يناير 2014م عَينها وَزير الخارجية الأَلماني فرانك فالتر شتاينماير بِمنصب المُتحدثة الجديدة باسم الخارجية الألمانية، وَنائبة المتحدث الرئيسي باسم الخارجية الألمانية، وَفي آذار المَاضي التَحقت شَلبي بِوزارة الدَاخلية لولاية برلين كَرئيسة لِقسم حِوار الثَقافات وَمُستشارة أَساسية لِوزير الداخِلية، وَهو ما تبرره بالقول: «أَردت أَن أكون أكثر تأثيراً لِصالح المُهاجرين وَتحسين مُستواهم».

## من أَقوالها
- «لا أَستطيع القَول إنَّ كُل المُهاجرين العَرب وَالأتراك غَير نافعين وَيَحصُلون عَلى المَعونة الحُكومية وَحَسب، هَؤلاء أَقلية، وَلكن هُناك أَغلبية تَعمل وَتتعلم وَتدفع الضرائِب، وَالقِلة مِن الألمان هُم مَن يركزون على القِلة من المُهاجرين السَلبيين الذين يُسيئون لِلأغلبية الناجِحة.»

## المَصادر
1. 1 2   https://magazin.spiegel.de/SP/2018/29/158385390/. {{استشهاد ويب}}: |url= بحاجة لعنوان (مساعدة) والوسيط |title= غير موجود أو فارغ (من ويكي بيانات) (مساعدة)
2. ↑  مَعلومات عن سوسن شِبلي تَشمل تاريخ ميلادها الصَحيح [وصلة مكسورة] نسخة محفوظة 6 أبريل 2016 على موقع واي باك مشين.
3. 1 2  Hans Monath (26 يناير 2014). "Sawsan Chebli – neue Steinmeier Sprecherin: „Ich bete, ich faste, ich trinke keinen Alkohol"". Der Tagesspiegel. اطلع عليه بتاريخ 2015-07-28.
4. ↑  Munich Young Leaders (2009). "Conference Report". koerber-stiftung.de (بالإنجليزية). Körber-Stiftung für Impulse. Retrieved 2015-07-28. "نسخة مؤرشفة". مؤرشف من الأصل في 2015-07-28. اطلع عليه بتاريخ 2016-02-20.{{استشهاد ويب}}:  صيانة الاستشهاد: BOT: original URL status unknown (link)
5. ↑  "تعيين سيدة فلسطينية متحدثة باسم وزارة الخارجية الألمانية". www.pnn.ps. Palestine News Network. 28 يناير 2014. مؤرشف من الأصل في 2014-01-27. اطلع عليه بتاريخ 2015-07-28. "نسخة مؤرشفة". مؤرشف من الأصل في 2014-01-27. اطلع عليه بتاريخ 2016-02-20.
6. ↑  Hürriyet (28 Jan 2014). "Almanya'ya Müslüman sözcü (dt. Muslimische Sprecherin in Deutschland)". hurriyet.com.tr (بالتركية). Hürriyet. Retrieved 2015-07-28.

### قائِمة المَراجع
- "أخبار البلد: من هي سوسن شبلي .. ؟؟". رائِده الشَلالفه. 28 يناير 2014. مؤرشف من الأصل في 2019-12-08. اطلع عليه بتاريخ 20 فبراير 2016. {{استشهاد ويب}}: تحقق من التاريخ في: |تاريخ الوصول= و|تاريخ= (مساعدة)
- "سوسن شبلي". جريدة الوسط. مؤرشف من الأصل في 2019-12-08. اطلع عليه بتاريخ 20 فبراير 2016. {{استشهاد ويب}}: تحقق من التاريخ في: |تاريخ الوصول= (مساعدة)
- "أشهر 4 عربيات تبوأن مناصب مهمة في الحياة السياسية الأوروبية". روسيا اليوم. 14 يناير 2016. مؤرشف من الأصل في 2016-05-28. اطلع عليه بتاريخ 20 فبراير 2016. {{استشهاد ويب}}: تحقق من التاريخ في: |تاريخ الوصول= و|تاريخ= (مساعدة)

### روابِط خارجية باللُغة الألمانية

#### مَنشورات سوسن شَلبي
- „Ich träume davon, dass wir Muslime ein anderes Bild des Islams zeigen“ Die Zeit, 29. März 2012
- Muslimischsein – Deutschsein – Frausein spd-fem.net, 26. November 2012
- „Multi-Kulti“ oder „Parallelgesellschaft“? Die Debatte zur muslimischen Integration Diplomatisches Magazin 5, 2013

#### المُقابلات
- mit Alke Wierth: „Für mich ist das Wesen des Islams friedlich“ taz, 1. Juni 2010
- mit Sabine Rennefanz: „Ich brauche keinen Gebetsraum“ Berliner Zeitung, 15. Juni 2010
- mit Christina Brüning: „Mein Deutschsein hat Kratzer erfahren“ Berliner Morgenpost, 2. Oktober 2011
- SWR1 Leute: Flüchtling, staatenlos, Karrierefrau (Video, 28 min)

#### صُور
- Sabine Ripperger: Eine Palästinenserin im Berliner Innensenat Deutsche Welle, 20. Juli 2010
- Fatina Keilani: Körtings Grundsatzreferentin Chebli: „Islam macht mir das Leben leicht“ Der Tagesspiegel, 22. Februar 2011
- Insight Germany: Intercultural Advisor Sawsan Chebli Deutsche Welle, 10. April 2013 (englisch)
- Simon Vaut: Respekt durch Leistung Berliner Republik, 6. Mai 2014

## وصلات خارجية
- سوسن شبلي على موقع مونزينجر (الألمانية)